# Kooperationsstelle EU der Wissenschaftsorganisationen
Die Kooperationsstelle EU der Wissenschaftsorganisationen (KoWi) ist eine deutsche Serviceplattform, die Information, Beratung und Schulung im Bereich der Forschungsförderung durch die Europäische Union, vor allem zu den EU-Forschungsrahmenprogrammen, anbietet.

## Trägerschaft
KoWi betreibt Büros in Bonn und Brüssel und wird als Teil der wissenschaftlichen Selbstverwaltung von der Deutschen Forschungsgemeinschaft als Hilfseinrichtung der Forschung finanziert. Rechtlich getragen wird sie vom „Verein zur Förderung der europäischen und internationalen wissenschaftlichen Zusammenarbeit e.V.“, in dem sich deutsche Wissenschaftsorganisationen zusammengeschlossen haben. Mitglieder des Vereins sind Alexander-von-Humboldt-Stiftung, Arbeitsgemeinschaft industrieller Forschungsvereinigungen „Otto von Guericke“, Deutscher Akademischer Austauschdienst, Deutsche Forschungsgemeinschaft, Fraunhofer-Gesellschaft, Helmholtz-Gemeinschaft, Hochschulrektorenkonferenz, Max-Planck-Gesellschaft, Stifterverband für die Deutsche Wissenschaft, Wissenschaftsgemeinschaft Gottfried Wilhelm Leibniz; der Wissenschaftsrat ist Ständiger Gast der Mitgliederversammlung.
Ihre Aufgabe sieht die KoWi darin, Unterstützung bei der Akquise von Drittmitteln aus dem Fördertopf der EU zu leisten. Hierzu bietet KoWi Dienstleistungen an, die sich an Wissenschaftler und EU-Referenten ebenso wie an Leitungen und Verwaltungen von Hochschulen und Forschungseinrichtungen richten.

## Dienstleistungen
Die Services von KoWi umfassen Veranstaltungen, Newsletter und zielgruppenspezifische Beratungen und Schulungen. Während in Einzel- und Kleingruppenberatungen vor allem die Antragstellung eine Rolle spielt, werden in den Schulungen Multiplikatoren (z. B. EU-Referenten) mit Themen wie Projektabwicklung und Finanzmanagement vertraut gemacht.
Bei Einzelveranstaltungen und Veranstaltungsreihen wie der jährlichen KoWi-Bundestagung zur EU-Forschungsförderung kommen Vertreter aus Wissenschaft, Wirtschaft und Verwaltung zusammen, um sich zu Entwicklungen in der EU-Forschungsförderung auszutauschen.